# 品川氏
品川氏（しながわし、しながわうじ）は、日本の氏族。様々な系統がある。
1. 紀氏品川氏は、鎌倉時代から室町時代にかけて活動した一族。
2. 安芸品川氏は、安芸武田氏のち毛利氏に仕えた一族。
3. 品川子爵家は、上記の安芸品川氏の庶流で品川弥二郎の勲功により華族の子爵家に列した家（同家については品川家 (子爵家)参照）
4. 旗本品川家は、江戸時代の高家旗本の一族。
5. 加賀藩士品川家は、江戸時代の加賀藩重臣の一族。

## 品川氏（紀氏）
紀氏長谷雄流の品川氏（しながわし）は、鎌倉時代から室町時代にかけて武蔵国荏原郡品川郷を中心に活動した武家の一族。品河氏とも表記される。家祖は紀実直（大井実直）の子・品川清実。

### 発祥
平安時代末期、紀実直は国衙の関係者として武蔵国に土着し、荏原郡大井郷の地名から大井氏を称した。大井氏は次男の大井実春が継ぎ、一族は周辺地域に所領を得て広がった。実直の子から分かれた一族には、品川氏のほかに春日部氏・堤氏・潮田氏がある。
1184年（元暦元年）8月、実直の三男・清実は源頼朝から品川郷の雑公事を免除されている（田代文書）。この文書が「品川」の地名が登場する現存最古の史料である。1185年（文治元年）2月、清実は源範頼の下で豊後上陸に関わる水軍の「先登」に選ばれている。その後も品川氏は、大井氏と共に頼朝の「随兵」に選ばれるなど厚遇された。
品川氏の重要な役割として、武蔵国の国府津である品川湊の管理があげられる。紀氏は伊勢国との関係の深い氏族で、品川氏の所領は伊勢国員弁郡曾原御厨にもあった。1242年（仁治3年）頃には伊豆国の田代氏と婚姻関係があることが記録されており、品川氏は伊勢から品川までの太平洋航路にも関わっていたと考えられる。
品川氏の館の所在地については、貴船神社（品川区西品川3丁目）周辺の台地上が有力とされている。ほかに現在の戸越公園（品川区豊町2丁目）とする説もある。

### 拡散
品川氏は陸奥国長世保弘長郷、和泉国草部郷にも所領を持っていた。1221年（承久3年）の承久の乱における「宇治川の合戦」での戦功により、近江国三宅郷が与えられた。その後、紀伊国粉河寺領丹生屋村も所領となった。丹生屋村は、高野山領名手荘との相論が有名で、品川氏も一方の当事者として争いに巻き込まれた。中国地方では出雲国に大原郡広田庄の地頭職として赴任して行き、戦国時代の品川大膳に繋がるとの説がある。また安芸国にも所領があったという説がある。これらは戦乱や相続によって逸散したようだが、一族は西遷して行ったようでもある。
1424年（応永31年）、鎌倉公方足利持氏によって品川氏はわずかに館とその周辺のみを残し、品川郷を没収された。これには、品川氏が上杉禅秀の乱に関与したためという説がある。以後史料において品川氏の宗家の姿は見られず、没落したものと思われる。

## 安芸品川氏
安芸国の守護大名清和源氏安芸武田氏に仕えた一族。鎌倉時代、武田氏の庶流である品川信民が安芸国可部荘（広島県安佐南区）の地頭職として赴任したのが始まりとされる。品河氏ともいう。『応仁武鑑』によれば伴氏と共に安芸武田氏の城代家老を務め、代々品川左京亮を名乗り重臣として活動した。
安芸武田氏滅亡後は毛利氏に仕えた。その後は長州藩士として続き、萩藩閥閲録によれば長州藩の典医でありこちらも当主は代々品川左京亮を名乗った。
品川弥二郎の家系は分家して阿武郡萩の松本村へ移住した家系であるという。同家については品川家 (子爵家)を参照。
また、安芸品川氏として第二次月山富田城の戦いに山中幸盛との一騎討ちをした品川将員が居るが、こちらは石見国益田家家臣紀氏庶流安芸品川氏とあるが、萩藩閥閲録における安芸品川氏は前述の安芸武田氏の流れとあり、品川将員は安芸武田氏とされることが多いが、紀氏品川氏の流れと考えるのが妥当である。

## 旗本品川家
旗本の品川家は、江戸幕府の高家を務めた家系のひとつ。駿河の戦国大名であった今川氏（清和源氏足利一門、吉良氏の傍流）から分かれた家であり、今川氏真（今川義元の子、今川家12代）の次男品川高久を家祖とする。
初代高久は慶長3年（1598年）、徳川秀忠に御目見し、慶長6年（1601年）に1000石を給された。「今川の名字は嫡流のみ」という室町時代以来の由緒（天下一苗字）を重んじた秀忠から名字を改めることを命じられ、高久は屋敷のある品川の地名を名字とした。以後、品川家は今川宗家とともに江戸幕府の下で高家旗本として続き、2代高如・3代伊氏・11代氏繁が高家職（奥高家）に就いた。
2代高如は実子（松平重治）を能見松平家の跡目に出し、重治の子の伊氏が外祖父の跡を継いで3代当主となっている。伊氏は元禄・宝永期に高家肝煎を務め、今川宗家をしのぐ1500石まで加増された。
高久の兄・範以の系統である今川宗家は13代直房（高久の甥）が継承したが、実子が相次いで早世し、後継者に恵まれなかった。吉良家庶流から養子に迎えられた14代今川氏堯（範以の外曾孫。高久の外孫でもある）も実子を残さずに没したため、15代からは品川家初代の高久の男系子孫で補っている。品川伊氏は実子2人を相次いで今川宗家に送り出し、16代・17代当主としている。今川宗家は17代今川範主（伊氏の次男）ののち、幕末まで安定した男系相続を続けることになる。
その一方で品川家は成人の後継者を失い、生後間もなくして家督を継いだ4代範増（伊氏の三男）が正徳3年（1713年）にわずか2歳で夭折したため、一旦断絶してしまう。翌年、伊氏の弟の信方によって高家旗本品川家の再興が認められるが、家禄を300石に減らされた。6代氏如が実子を残さなかったため、品川家では高久の男系血統が絶えた。7代以降は旗本の子弟を迎えて家名を存続させている。
また、品川高久の次男・品川高寛は分家を立てており、一般の（高家ではない）旗本となっている。
幕末維新期の当主は品川氏恒（奥高家、従五位下侍従兼式部大輔）。慶応4年（1868年）3月に高家職を辞し、5月に朝廷に帰順して本領安堵され、朝臣に列して中大夫席に列した。その後、氏恒は隠居したと見られ、明治元年11月の勤王奉答書には「品川第二郎氏次」の名義で署名されている。
明治2年（1869年）12月に中大夫以下の称号が廃止されるに伴って士族に編入。明治17年（1884年）に施行された華族令で華族が五爵制になった際に定められた『叙爵内規』の前の案である『華族令』案や『叙爵規則』案では元高家が男爵に含まれており、品川家も男爵家の候補として挙げられているが、最終的な『叙爵内規』では高家は一律除かれたため、結局品川家は士族のままだった。

### 旗本品川家系譜
```
凡例
　太線は実子。細線は養子。婚姻関係は正室のみ記載。

　　　① = 品川家 歴代　（11 = 今川宗家 歴代）　＊は同一人物

　　　　　　
今川義元
11

　　　　　　　 ┃

北条氏康娘
＝
今川氏眞
12

　　　　　　　 ┣━━━━━━━━━━━━━━┳━━━━━━━━━┓

吉良義安
娘＝
今川範以
　　　　　　　　　　　
品川高久
①
　　　　　
吉良義定
室
　　 ┏━━━━┫　　　　　　　　　　　　　　┣━━━━━━━━━┳━━━━━━━━━┓　　　　　　　
　
今川直房
13
吉良義弥
室　　
能見
松平勝隆
養女＝
高如
②
　　　　　　　
高寛
　　　　　
岡山弥清
(吉良義弥の実子)室
　　 ｜　　　　　　　　　　　　　　　　　　　┠────┐　　　　┣━━━━┓　　　  ┃
＊
今川氏堯
14
　　　　　　　　　　　　　能見
松平重治
　＊
伊氏
③
　＊氏睦　　　
高清
　　＊氏堯
　　 ｜　　　　　　　　　┏━━━━┳━━━━┫　　　　┃　　　　　　　　　｜
＊
今川氏睦
15
　　　　　＊伊氏　　
松平勝秀
　　
信方
⑤
　＊
範増
④
　　　　　　　
高房
（高清の女婿）
　　 ｜　　　　┏━━━━╋━━━━┓　　　　┃
＊
今川範高
16
＊範高　　＊範主　　＊範増　　　
氏如
⑥

　　 ｜　　　　　　　　　　　　　　　　　　　｜
＊
今川範主
17
　　　　　　　　　　　　　　　　
氏長
⑦
（旗本
前田長敦
3男）
　　 ┣━━━━┳━━━━┓　　　　　　　　　｜
　
今川範彦
18
松平勝文
　
今川義泰
19
　　　　　　
氏維
⑧
（旗本
竹中定弘
2男）
　　　　　　　　　　　　 ┃　　　　　　　　　｜
　　　　　　　　　　　
今川義彰
20
　　　　　　
言氏
⑨
（旗本
松平近朝 (市之丞)
2男）
　　　　　　　　　　　　 ┃　　　　　　　　　┃
　　　　　　　　　　　
今川義用
21
　　　　　　
高尚
⑩

　　　　　　　　　　　　 ┃　　　　　　　　　｜
　　　　　　　　　　　
今川義順
22
　　　　　　
氏繁
⑪

　　　　　　　　　　　　 ┃　　　　　　　　　｜
　　　　　　　　　　　
今川範叙
23
　　　　　　
氏恒
⑫
（旗本
戸田氏倚
4男）
　　　　　　　　　　　　 ┃
　　　　　　　　　　　
今川淑人

　　　　　　　　　　　　（絶家）
```

## 加賀藩士品川家
加賀藩士の品川家は、花山源氏の白川伯王家第21代当主神祇伯参議白川雅陳王の三男である品川雅直（左門）を始祖とし、江戸時代に加賀藩で武家として重臣を務めた一族である。
江戸時代初期、品川雅直は加賀藩3代藩主・前田利常に仕えて重用され、利常が没すると殉死を遂げた。その子孫は代々加賀藩に仕え、約70家ある人持組（重臣）のひとつに位置づけられて、3000石を給された。